# 김민주 (야구 선수)
김민주(2002년 9월 8일 ~ )는 KBO 리그 KIA 타이거즈에서 뛰고 있는 대한민국의 야구 선수다.

## 방송
- 최강야구 (2023)

## 출신 학교
- 서울청담초등학교
- 건국대학교사범대학부속중학교
- 배명고등학교
- 강릉영동대학교